# 아이돌레시피
《아이돌레시피》는 2022년에 개봉한 대한민국의 영화이다.

## 캐스팅
- 이지훈 : 배재성 역
- 우희 : 켈리 역
- 손병호
- 종업 : 장준 역
- 나현 : 제니아 역
- 소희 : 지안 역
- 유호연 : 도영 역
- 켄타 : 레디 역